# Primera epístola de Clemente

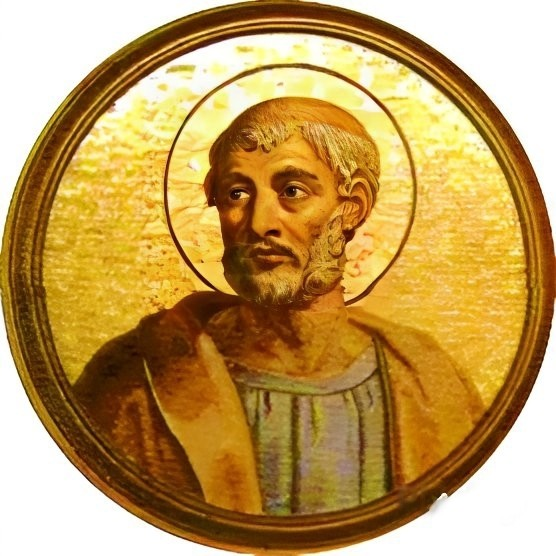
Clemente fue obispo de Roma en el siglo.

La Primera Epístola de Clemente es una epístola de finales del siglo  I, dirigida por Clemente de Roma, a los cristianos de la ciudad griega de Corinto. Este texto tuvo gran importancia en el cristianismo primitivo y fue admitida como parte de la Escritura por la Iglesia de Siria. Sin embargo, tras algunos siglos de discusión fue excluida del canon del Nuevo Testamento y actualmente forma parte de la colección de los Padres apostólicos.
Clemente escribe en respuesta a una sedición de la comunidad Corintia: varios presbíteros habían sido destituidos de su ministerio y en la Epístola se insta a la reconciliación de las partes involucradas, obedeciendo la jerarquía legítima que fue establecida originalmente por los apóstoles en esa ciudad.
La epístola tiene una introducción (capítulos 1-3), dos secciones principales (4-36 y 37-61) y un resumen conclusivo (62-65). En el campo histórico, informa acerca de la situación de las Iglesias de Corinto y de Roma desde la persecución de Nerón hasta el entorno del año 100. En lo dogmático se presentan ideas sobre la jerarquía y autoridad en la Iglesia, la preponderancia de la iglesia Romana, la resurrección de los muertos y el Orden Natural. En el campo litúrgico el autor distingue entre laicos y ministros; además, incluye una extensa oración.

## Autor y datación
Tradicionalmente se atribuye a Clemente de Roma  y, aunque la carta no contiene el nombre de Clemente, los eruditos generalmente la consideran genuina.
 

Daniel Ruiz Bueno evoca el testimonio de Ireneo de Lyon, que escribe hacia el año 170:
Después que los bienaventurados apóstoles Pedro y Pablo hubieran echado los fundamentos y edificado la Iglesia de Roma, encomendaron el servicio del episcopado a Lino. De este Lino hace mención Pablo en sus cartas a Timoteo (2 Tim 4,21). A Lino le sucede Anacleto, y después de éste, en el tercer lugar después de los apóstoles, hereda el episcopado Clemente, el cual había visto a los bienaventurados apóstoles y tratado con ellos (…) Bajo el pontificado de este Clemente, habiendo estallado una sedición no pequeña entre los hermanos de Corinto, la Iglesia de Roma escribió una carta, copiosísima, a los corintios, demostrándoles la necesidad de la paz.
Según Orígenes este Clemente sería el mismo que acompañó a San Pablo en la fundación de la Iglesia de Filipos y aparece mencionado en el capítulo cuarto la Epístola a los Filipenses; y si bien otros autores como Eusebio y Jerónimo concuerdan con esta visión, actualmente los estudiosos modernos consideran que esta identificación es poco segura.
Se ha datado tradicionalmente en los últimos años del reinado de Domiciano, esto es, alrededor del año 96, ya que se hace referencia a que sobre la iglesia de Roma han caído numerosos infortunios (1:1), lo que suele interpretarse como una referencia a las persecuciones de Domiciano. Confirma esta datación el hecho de que la iglesia de Roma sea denominada «antigua» y que los presbíteros ordenados por los apóstoles hayan muerto (44:2), y haya pasado también una segunda generación eclesiástica (44:3).
Desde la antigüedad se considera seudoepigráfico el texto denominado Segunda Epístola de Clemente, redactado en realidad hacia el año 150.

## Tradición Textual

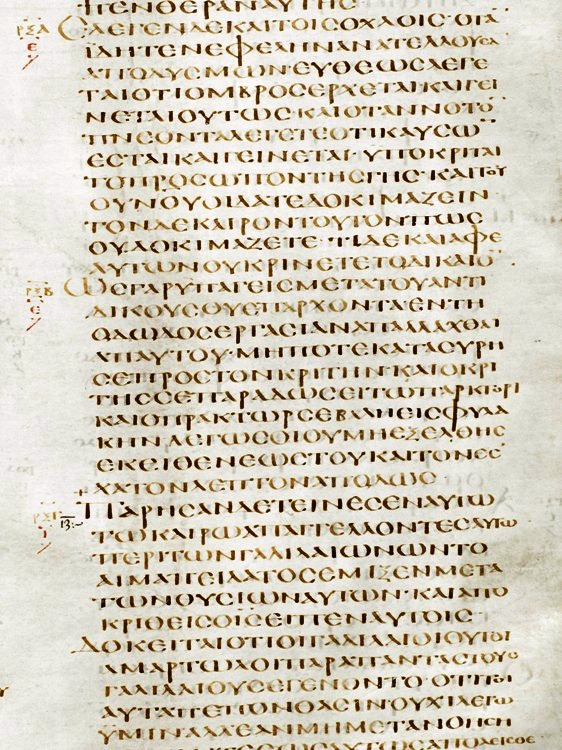
Una página del Códice Alejandrino, Biblia antigua que también incluye la Primera Epístola de Clemente.

Escrito en griego koiné, el texto llega a nuestros días vía dos manuscritos en su lengua original, y en traducciones a otras lenguas de la antigüedad:
1. El Códice Alejandrino del siglo V la incluye como un libro del Nuevo Testamento, pero con lagunas entre los capítulos 57 y 64.
2. El Códice de Jerusalén del siglo XI, la incluye junto a otros textos del cristianismo primitivo como la Didaché.

Además contamos con otros manuscritos antiguos entre los que cabe destacar:
- Una versión siríaca del Nuevo Testamento (segunda mitad del siglo II) que incluye este texto fue hallada por R. L. Bensly en 1876, y traducida por él en 1899.
- Dos traducciones al copto de los siglos IV y VII han sobrevivido en copias en papiro.
- Una traducción al latín del siglo II o III se encontró en un manuscrito del siglo XI, y fue publicada por G. Morin en 1894.

## Contenido
La epístola se escribió a causa de una disputa en Corinto, que había llevado a la destitución de varios presbíteros. Dado que ninguno de los presbíteros destituidos había sido acusado de ofensas a la moral, Clemente opinó que su destitución había sido una medida excesiva e injustificable. La epístola es muy extensa —tiene dos veces la extensión de la Epístola a los Hebreos— 65 capítulos en total, e incluye varias referencias al Antiguo Testamento, principalmente de los Salmos, Job, Sabiduría, y el Pentateuco.
El autor considera a la Iglesia como forastera o peregrina, ajena a los bienes de la tierra y en camino hacia la Eternidad. Se refiere a sus miembros como adelphoi (hermanos), cada uno miembro del cuerpo que es la Iglesia, llamado a la militancia. La Iglesia es, además, jerárquica; y su Jerarquía establecida por Dios. Por eso la sedición es, en opinión de Clemente, abominable e impía; y la reprobación de Clemente es interpretada como un ejercicio de autoridad sobre la Iglesia de Corinto. En palabras de Quasten: «La Iglesia de Roma habla a la de Corinto como un superior a un súbdito».
Con respecto a las autoridades, Clemente menciona dos rangos particulares: epíscopoi y diáconoi, y en ocasiones los menciona colectivamente con la palabra presbýteroi. Aclara también que ellos no pueden ser depuestos por la comunidad, ya que su autoridad no tiene origen en la comunidad sino en los apóstoles que los instauraron por mandato de Cristo.
En la epístola se menciona la sucesión apostólica y la propagación del Evangelio:

"Los apóstoles nos predicaron el Evangelio de parte del Señor Jesucristo, y Jesucristo fue enviado de Dios...Cristo de parte de Dios y los apóstoles de parte de Cristo. Se sucedieron ordenadamente por voluntad de Dios...Los apóstoles...iban estableciendo a los que eran primicias de sí mismos, después de probarlos por el Espíritu, como obispos y diáconos de los que habían de creer..."
 Primera epístola de Clemente 42:1-4

La familiaridad de Clemente con el Antiguo Testamento parece indicar que no era un converso reciente, sino que era cristiano desde mucho tiempo atrás. Bruce Metzger, en Canon of the New Testament señala que Clemente se refiere varias veces al Antiguo Testamento como «Escrituras». Aunque cita algunas de las epístolas de Pablo y la Epístola a los Hebreos, y recuerda algunos dichos de Jesús, no se refiere nunca a estos textos como «Escrituras» de autoridad.  
Esta epístola fue leída públicamente en ocasiones en Corinto, y para el siglo IV su empleo se había extendido a otras iglesias. Incluso se encuentra en el famoso Codex Alexandrinus, del siglo V, que contiene el Antiguo y el Nuevo Testamento, aunque eso no implica necesariamente que llegase a ser considerado un texto canónico de las escrituras cristianas.